# عبد الطيب زكي الدين الثالث
سيدنا عبد الطيب زكي الدين بن سيدنا إسماعيل بدر الدين (توفي في 4 صفر 1200 هـ / 1787 م، برهانبور، بالهند) كان الداعي المطلق الحادي والأربعين لطائفة البهرة الداوودية من الإسلام المستعلي الإسماعيلي. خلف الداعي الأربعين هبة الله المؤيد في الدين في المنصب الديني.

## العائلة والحياة المبكرة
وُلد سيدنا عبد الطيب زكي الدين في وانكانير. كان عمره ثلاث سنوات فقط عندما توفي والده سيدنا إسماعيل بدر الدين الثاني. أخذه الداعي سيدنا إبراهيم وجيه الدين التاسع والثلاثون تحت رعايته. قدم سيدنا واجي الدين حفيدته خديجة عائشة بنت سيدنا هبة الله المؤيد في الدين للزواج من سيدنا عبد الطيب زكي الدين. بعد وفاة خديجة صاحبة، قدم سيدنا واجي الدين حفيدته راتان عاي صاحبة بنت سيدي خان بهاي صاحب للزواج من سيدنا عبد الطيب زكي الدين. بهذا الزواج أنجبت سيدنا عبد الطيب زكي الدين أربعة أبناء. الداعي الثاني والأربعون سيدنا يوسف نجم الدين، سيدنا عبد علي سيف الدين، سيدي الشيخ آدم صفي الدين وسيدي عبد القادر حكيم الدين.

## الداعي المطلق
أصبح سيدنا زكي الدين الداعي المطلق عام 1193هـ/1780م. فترة دعوته كانت من 1193 – 1200 هـ الموافق 1780 – 1787 م.
وكان رفاقه: موازين: سيدي الشيخ آدم صفي الدين، يوسف نجم الدين، ومكاسر: سيدنا العبد علي سيف الدين.

## الخلافة
وخلفه الداعي الثاني والأربعون السيد يوسف نجم الدين بن السيد زكي الدين.

## الإرث

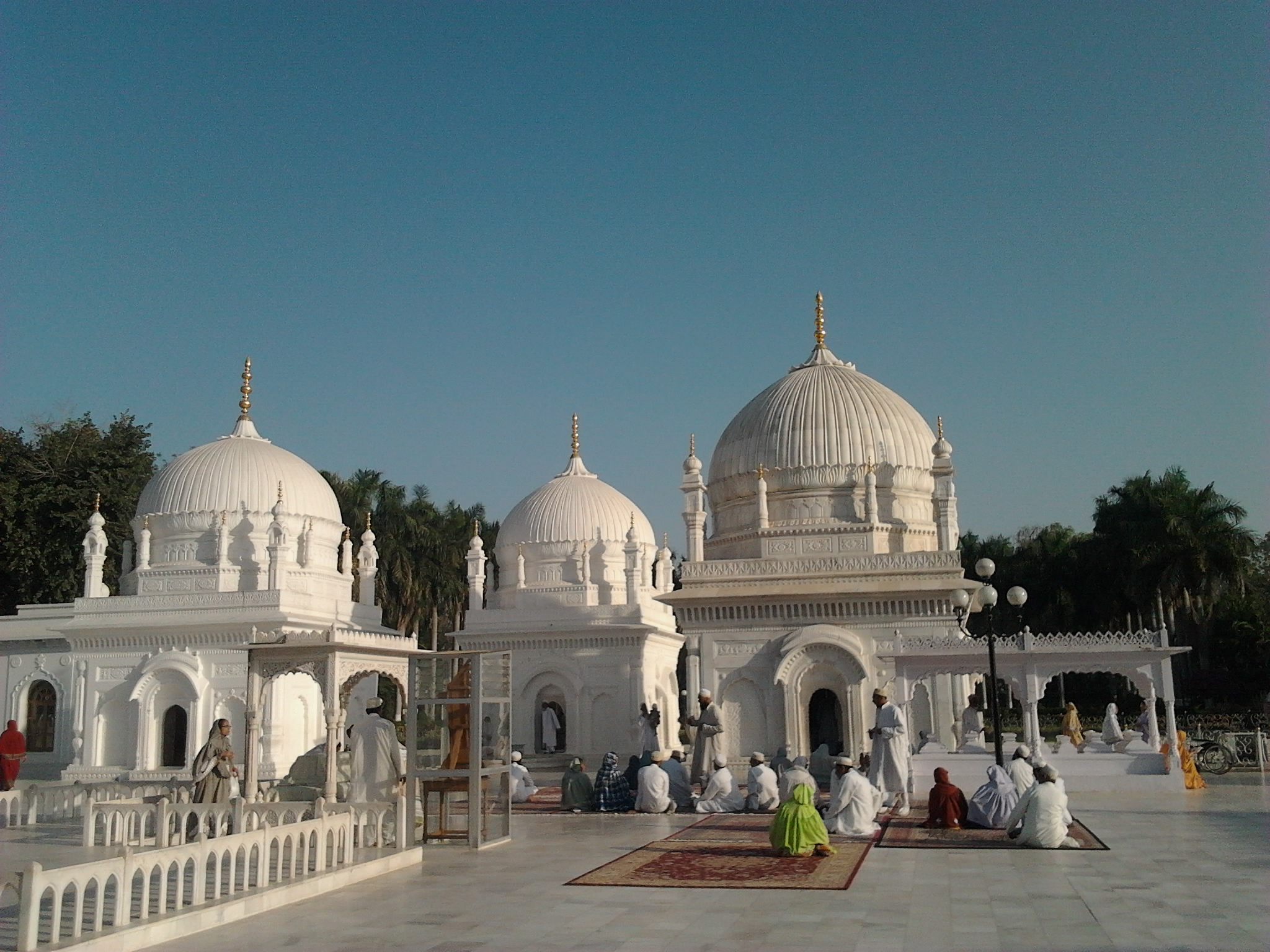
موقع دفن عبد الطيب

أمر ببناء هوالي (قصر ملكي) في برهانبور. بُني القصر على الطراز الملكي الراجاستاني الكلاسيكي، بنقوشه ورسوماته البديعة. بُني القصر عام 1197 هـ. زار سيدنا زكي الدين برهانبور عام 1199 هـ، وأقام فيه، ثم اتخذها عاصمةً للدعوة.

## قراءة إضافية
- دفتري، فرهاد، الإسماعيليون وتاريخهم وعقيدتهم (فصل -الإسماعيلية المستعلية-ص). 300-310)
- ليثان، يونغ، الدين، التعلم والعلم
- باخاراش، جوزيف دبليو ميري، الحضارة الإسلامية في العصور الوسطى

| ألقاب شيعيَّة                                                       | ألقاب شيعيَّة                                                  | ألقاب شيعيَّة                      |
| ----------------------------------------------------------------- | ------------------------------------------------------------ | -------------------------------- |
| عبد الطيب زكي الدين الثالث الداعي المطلقولد: 1147 هـ توفي: 1787 م |                                                              |                                  |
| سبقه هبة الله المؤيد في الدين                                     | الداعي المطلق الواحد والأربعون (41) 1193–1200 هـ/1780–1787 م | تبعه يوسف نجم الدين بن زكي الدين |